# Пустыня (Архангельская область)
Пу́стыня — деревня в Лешуконском районе Архангельской области. Входит в состав Вожгорского сельского поселения (муниципальное образование «Вожгорское»).

## Географическое положение
Деревня расположена на правом берегу реки Мезень. Ближайший населённый пункт Вожгорского сельского поселения, посёлок Зубово, расположен на противоположном берегу. Расстояние до административного центра поселения, села Вожгора, составляет 3,8 км; а до административного центра района, села Лешуконское — 140 км.

## Население
| 2002 | 2010 | 2012 |
| ---- | ---- | ---- |
| 52   | ↘28  | ↗31  |

| Население                            | на 1 января 2010 года |
| ------------------------------------ | --------------------- |
| В возрасте до 16 лет                 | 3                     |
| Трудовые ресурсы (из них работающих) | 16 (8)                |
| Пенсионеры                           | 18                    |
| Всего                                | 38                    |
| Прибыло / выбыло (за год)            | 0 / 0                 |
| Родилось / умерло (за год)           | 0 / 5                 |

## Инфраструктура
Жилищный фонд посёлка составляет 3,7 тыс. м², покинутые и пустующие дома — 65% от общей площади жилищного фонда. Объекты социальной сферы и промышленные предприятия на территории населённого пункта отсутствуют.